# Cuevas de Pak Ou
Cuevas de Pak Ou es el nombre de unas cuevas con vistas al río Mekong, a 25 km de Luang Prabang, Laos. Se trata de un grupo de cuevas en el lado izquierdo del río Mekong, cerca de dos horas río arriba desde el centro de Luang Prabang. Las cuevas son populares por sus esculturas de Buda en miniatura. Cientos de figuras budistas de madera muy pequeñas y dañadas en su mayoría, repartidas en unos estantes en una pared. Toman diferentes posiciones, incluyendo la meditación, la enseñanza, la paz, la lluvia y el descanso.

## Galería de imágenes

Cuevas de Pak Ou
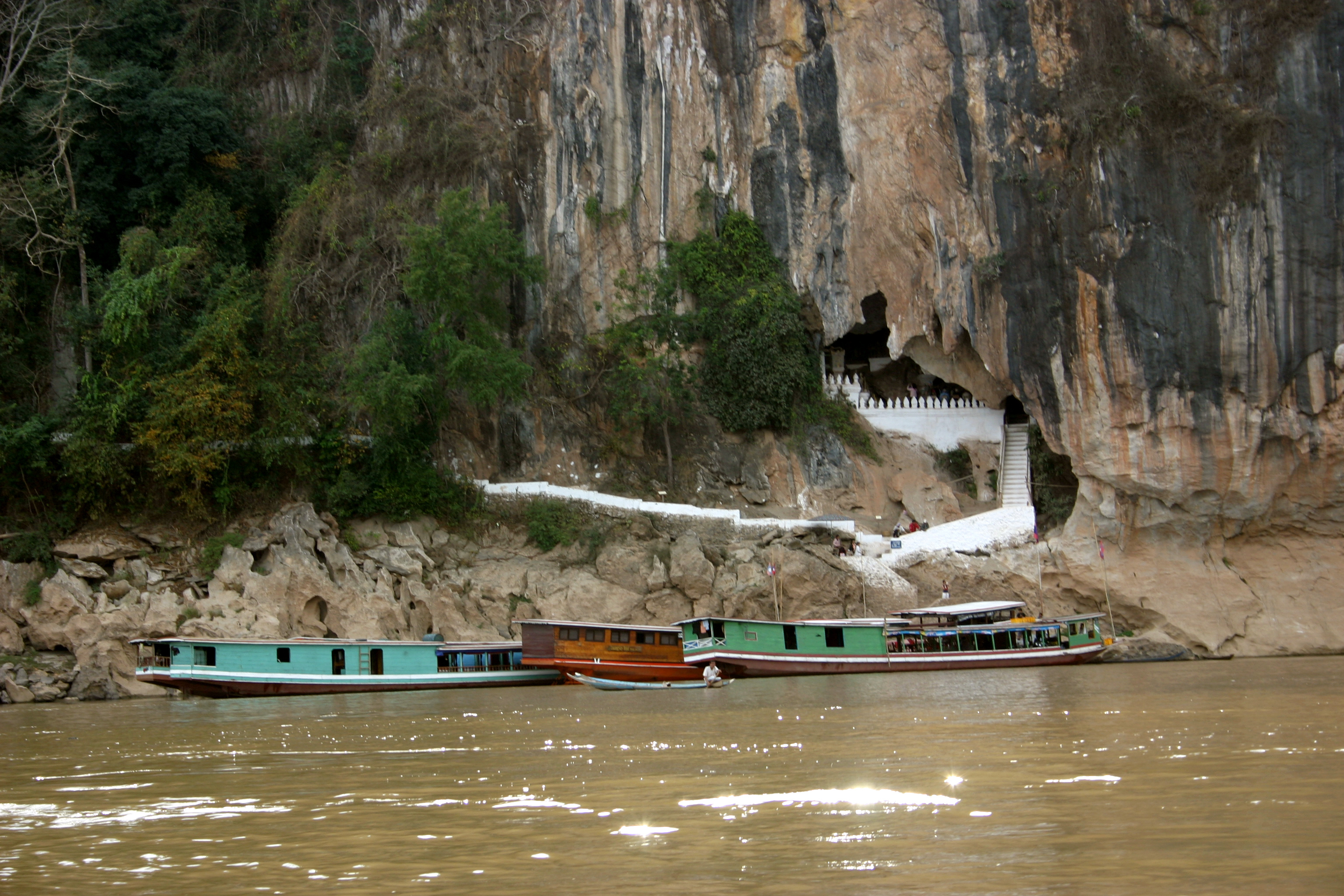
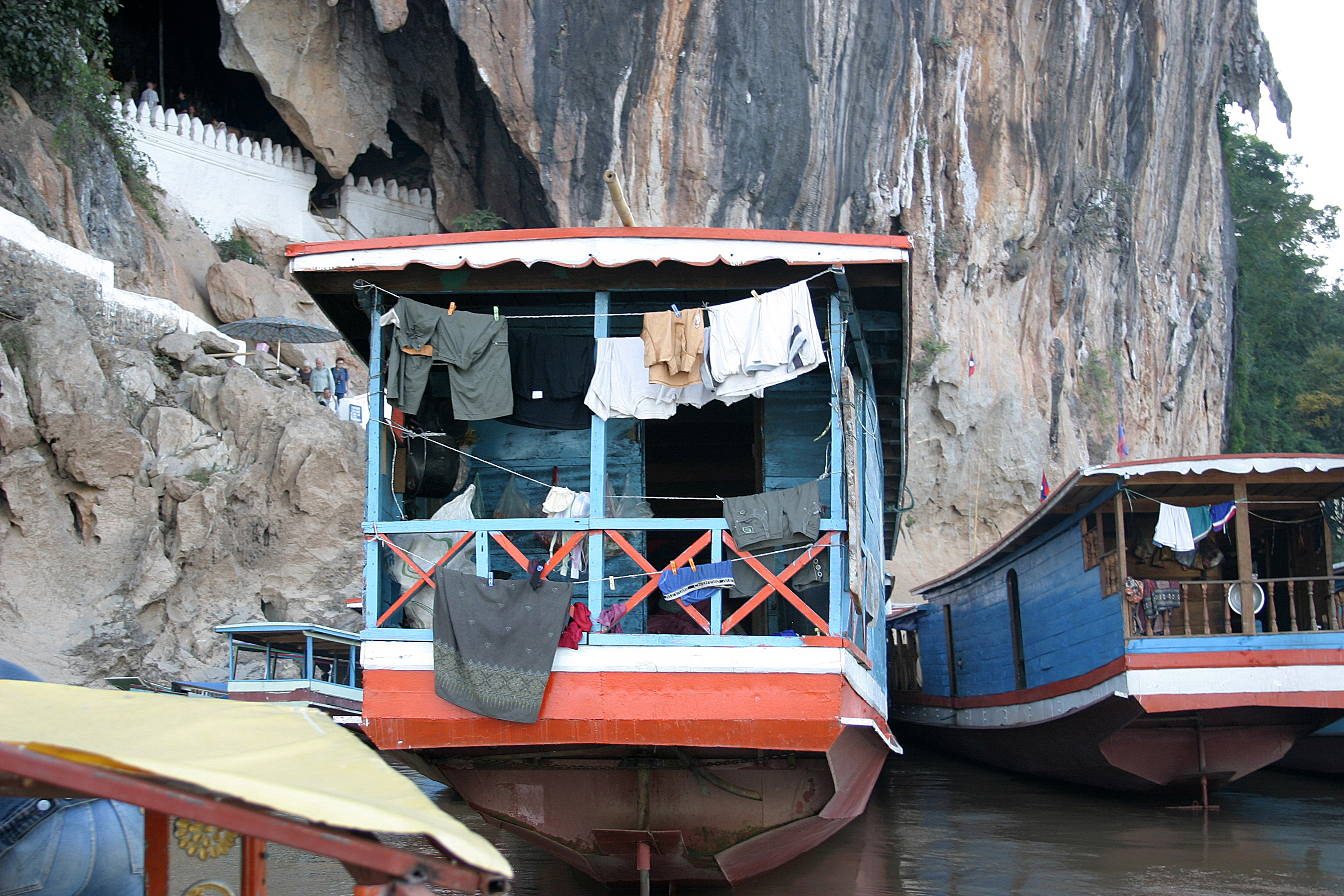
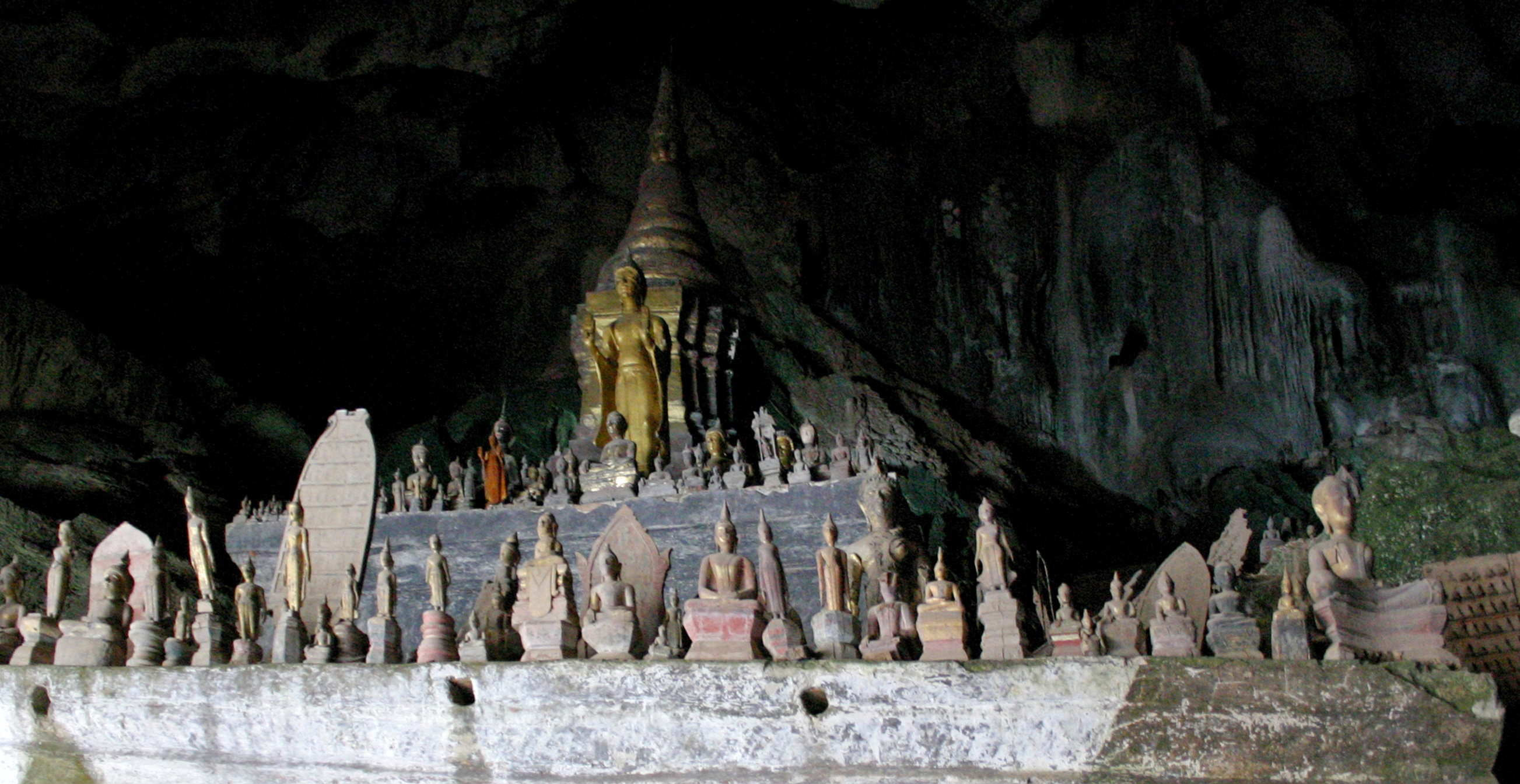
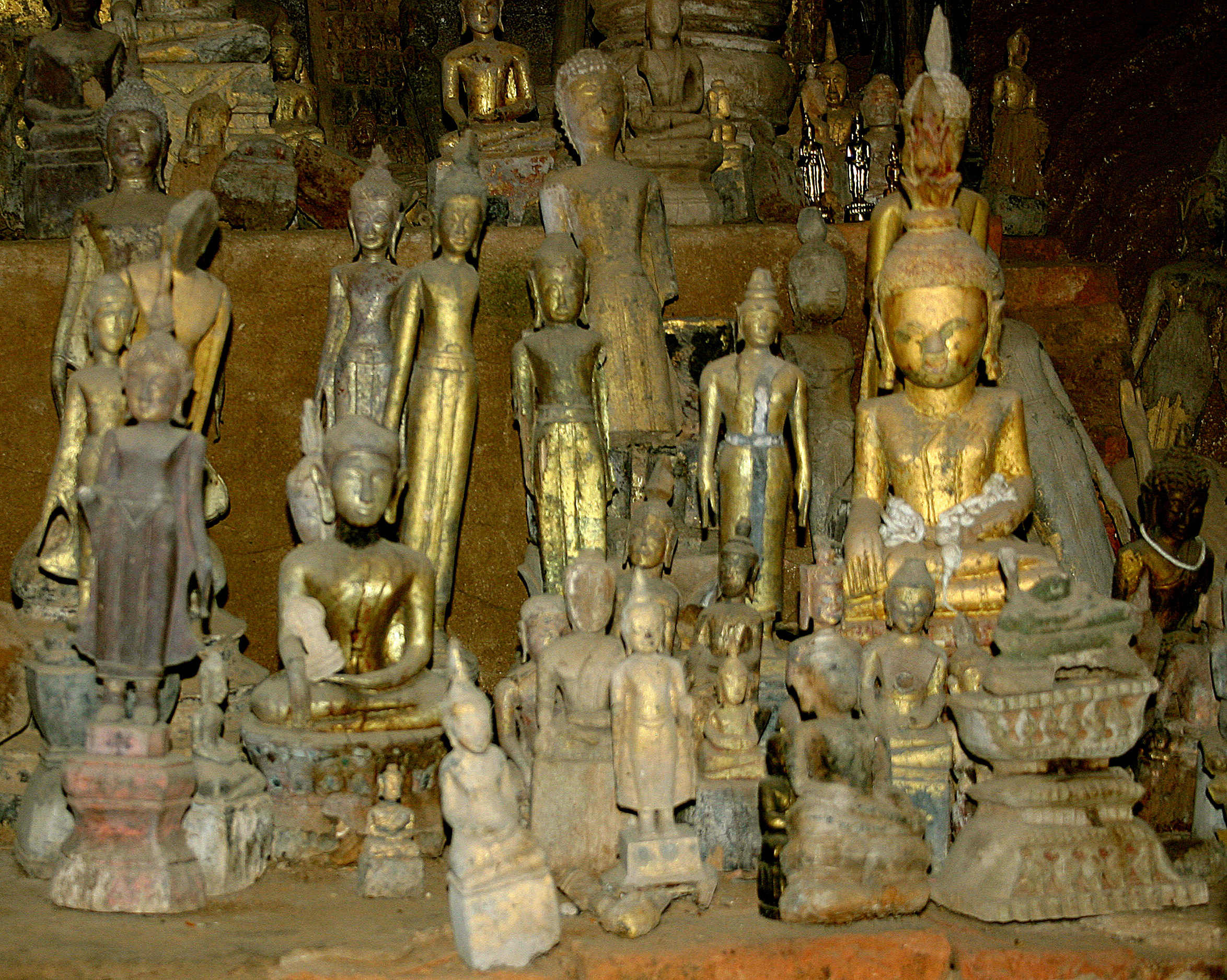
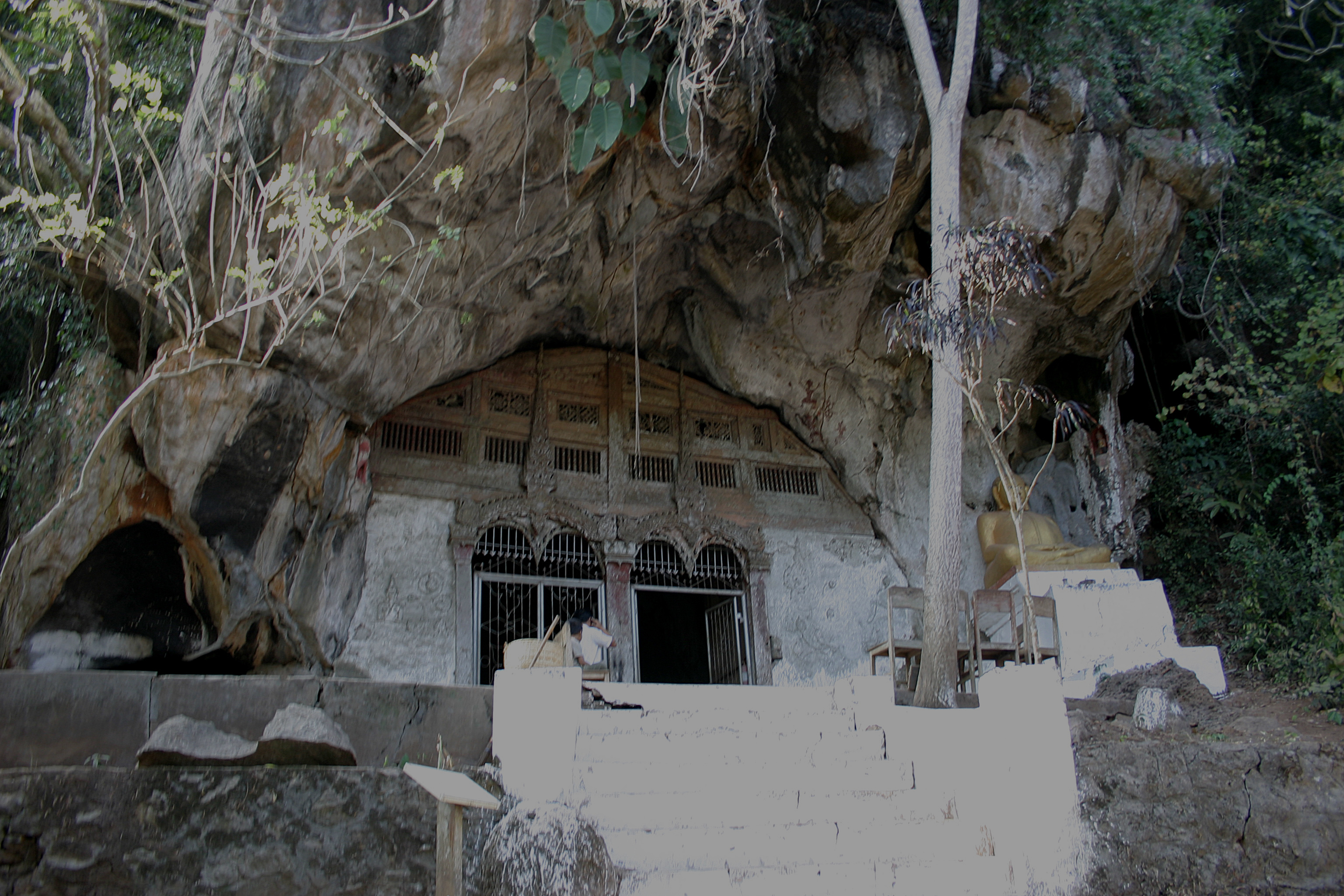
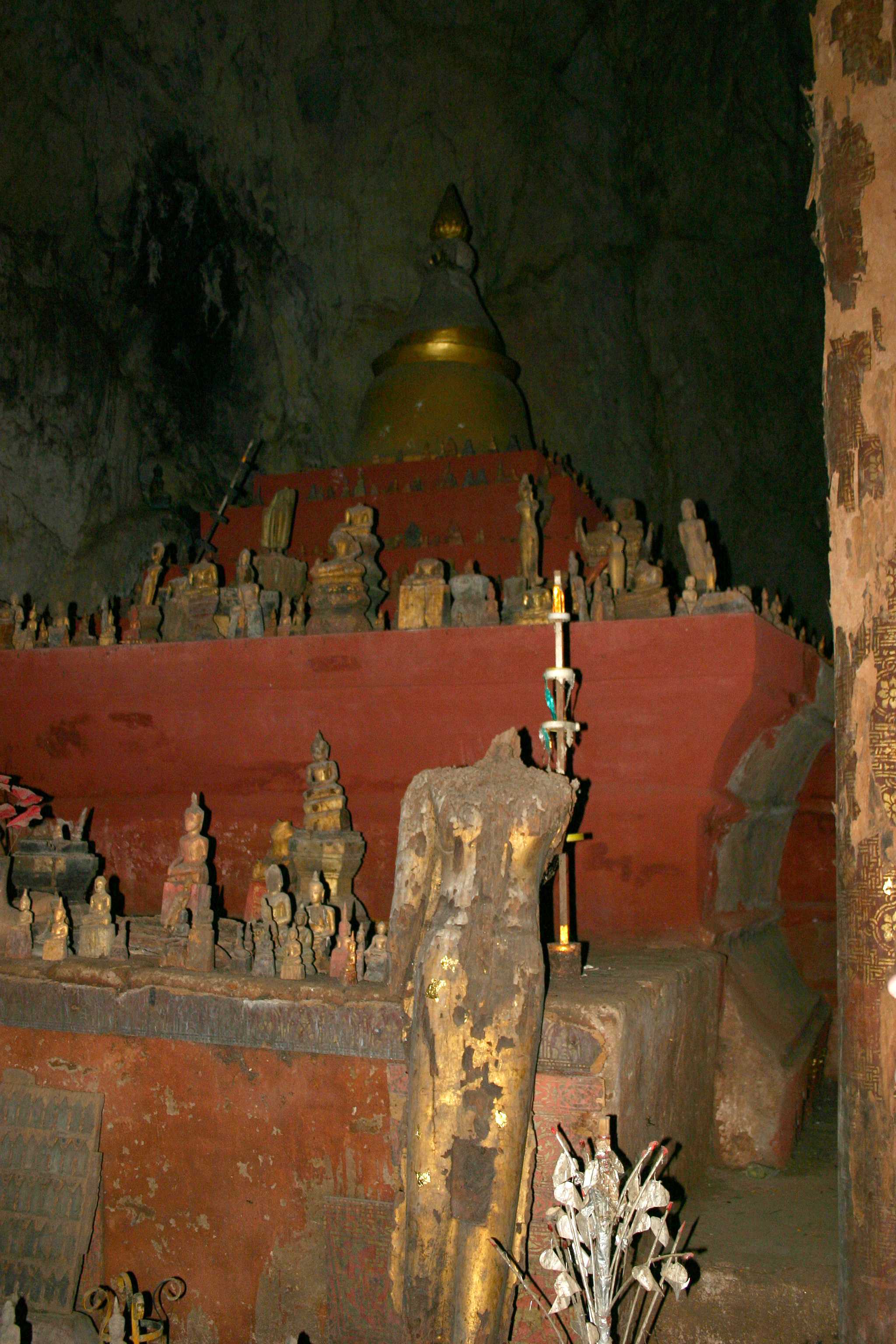
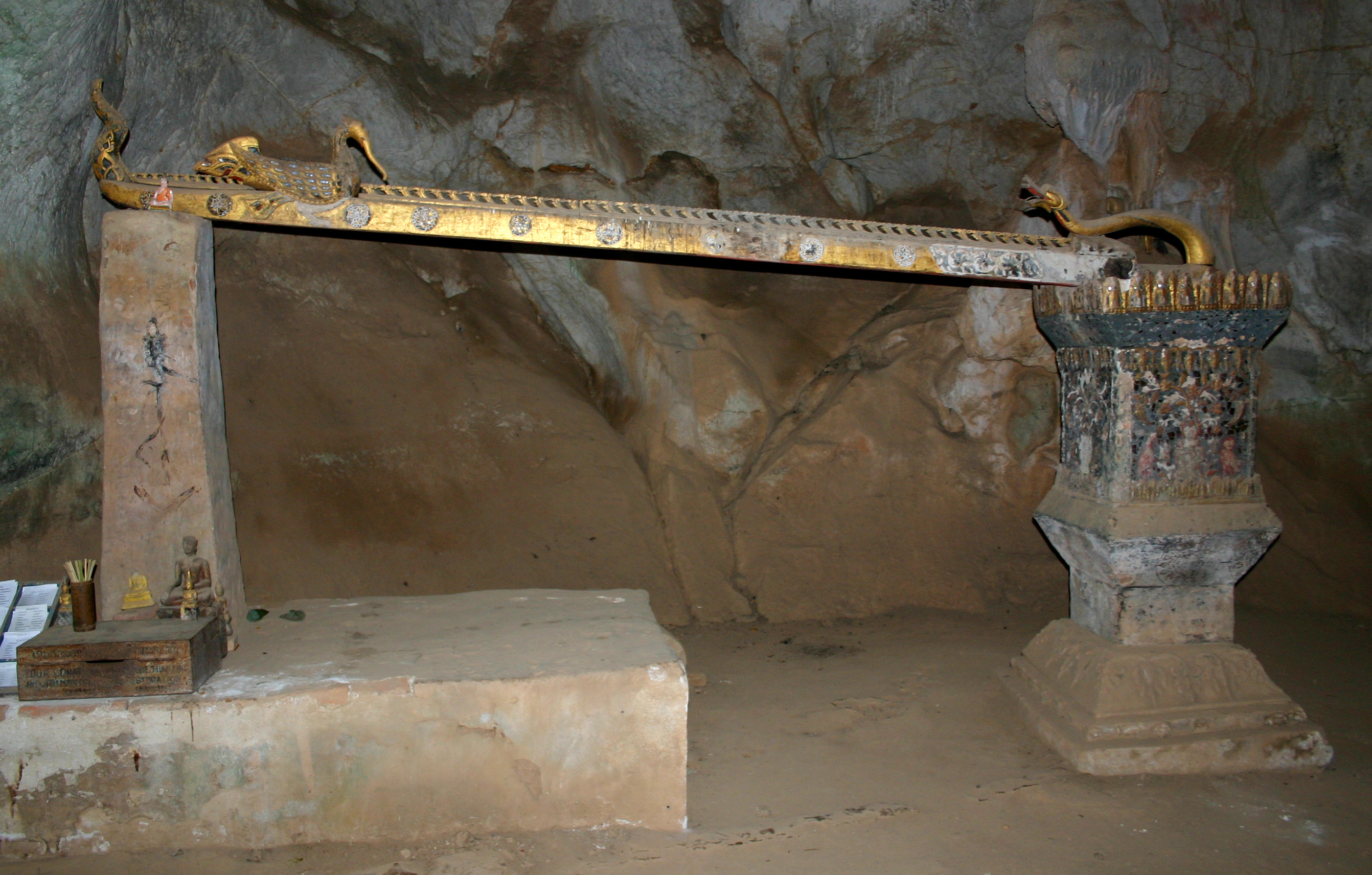
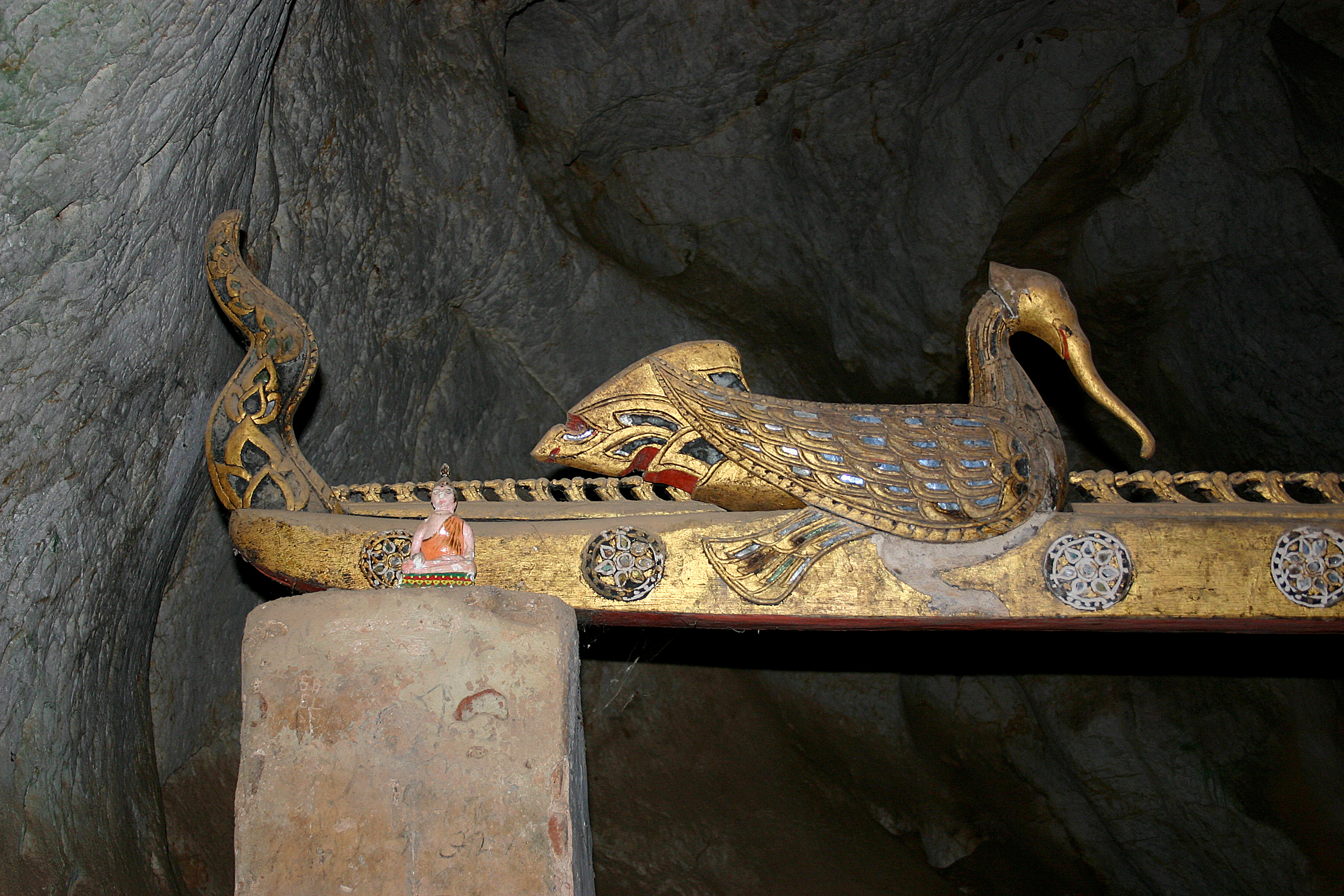